# Rakaia dorothea
Rakaia dorothea är en spindeldjursart som först beskrevs av Phiilipps och Grimmett 1932.  Rakaia dorothea ingår i släktet Rakaia och familjen Pettalidae. Inga underarter finns listade i Catalogue of Life.